# Piscina (miasto)
Piscina – miejscowość i gmina we Włoszech, w regionie Piemont, w prowincji Turyn.
Według danych na rok 2004 gminę zamieszkiwało 3146 osób, 349,6 os./km².